# دهستان بالغلو
دهستان بالیقلو نام دهستانی در بخش مرکزی شهرستان اردبیل، استان اردبیل در ایران است. براساس سرشماری مرکز آمار ایران در سال ۱۳۸۵، جمعیت آن ۲۱۳۸ نفر ۹۶۶ خانوار) بوده‌است و قیلیچی بزرگترین روستای آن می باشد.